# Барханово
Барханово — деревня Октябрьского сельского округа в Октябрьском сельском поселении Рыбинского района Ярославской области.
Деревня Барханова указана на плане Генерального межевания Борисоглебского уезда 1792 года. По сведениям 1859 года деревня Барханово относилась к Романово-Борисоглебскому уезду .
Деревня расположена примерно в 1 км к северу от дороги Р151 Ярославль—Рыбинск, на короткой боковой дороге, ведущей к посёлку Песочное. Деревня стоит на правом берегу безымянного ручья, притока Сонохты .
На 1 января 2007 года в деревне не числилось постоянных жителей. Деревня обслуживается почтовым отделением в посёлке Песочное. По почтовым данным в деревне 2 дома.

## Известные люди
В деревне родился русский живописец и график Александр Александрович Громов.